# قچرش
قچرش (به لاتین: Qəçrəş) یک منطقه مسکونی در جمهوری آذربایجان است که در شهرستان قوبا واقع شده‌است. قچرش ۲۱۷۵ نفر جمعیت دارد.

## ریشه واژه
قچ یا کاچ در زبان تاتی قفقاز به‌معنی بادام زمینی و رَش یا راش یا راس به‌معنی دامنه کوه یا کوهپایه است و قچرش یعنی کوهپایه یا دامنه کوهی که در آن بادام زمینی کاشته شده‌است.